# Gran Premio Montelupo 1965
Il Gran Premio Montelupo 1965, prima storica edizione della corsa, si svolse il 20 luglio 1965 su un percorso di 204 km. La vittoria fu appannaggio dell'italiano Michele Dancelli, che completò il percorso in 5h15'00", precedendo i connazionali Franco Bitossi e Roberto Poggiali.
Sul traguardo di Montelupo Fiorentino 45 ciclisti portarono a termine la competizione. 

## Ordine d'arrivo (Top 10)
| Pos. | Corridore           | Squadra       | Tempo    |
| ---- | ------------------- | ------------- | -------- |
| 1    | Michele Dancelli    | Molteni       | 5h15'00" |
| 2    | Franco Bitossi      | Filotex       | s.t.     |
| 3    | Roberto Poggiali    | Ignis         | s.t.     |
| 4    | Marcello Mugnaini   | Maino         | s.t.     |
| 5    | Adriano Passuello   | Ignis         | s.t.     |
| 6    | Graziano Battistini | Vittadello    | a 55"    |
| 7    | Flaviano Vicentini  | Ignis         | s.t.     |
| 8    | Luigi Maserati      | V.C. Gragnano | s.t.     |
| 9    | Mario Zanin         | Maino         | a 1'15"  |
| 10   | Raffaele Marcoli    | Maino         | a 2'00"  |